# Tarasiw
Tarasiw (ukr. Тарасів) – wieś na Ukrainie, w obwodzie czernihowskim, w rejonie czernihowskim, w hromadzie Kozełeć. W 2001 liczyła 242 mieszkańców, spośród których 236 wskazało jako ojczysty język ukraiński, 4 rosyjski, 1 mołdawski, a 1 białoruski. W 2014 liczyła 170 mieszkańców.